# Důl Albert
Důl Albert (Albertschacht) byl kamenouhelný hlubinný důl v Ostravě Hrušově v blízkosti železnice Severní dráhy císaře Ferdinanda. Od roku 1855 byl součástí dolů SDF.

## Historie

### Kutací práce
Před založením jámy Albert byly prováděny v hrušovském kutném poli od roku 1838 kutací práce ředitelstvím Vítkovických železáren. Byla zde vyhloubena řada kutacích jam. Základem hrušovského kutacího pole byly starší důlní míry Segen Gottes I a II, které byly propůjčeny ředitelství Vítkovických železáren už v roce 1842. Mezi původním vlastníkem kutného pole S. M. Rothschildem a Těžířstvem bratří Kleinů se táhl dlouhý spor o získání kutného pole. V roce 1850 došlo k vyrovnání a část hrušovského kutacího pole severně od železnice SDF (trať Přerov – Bohumín) v Hrušově a Vrbici připadla Těžířstvu bratří Kleinů. Tj. výše uvedené důlní míry na základě demarkačních smluv asi v létech 1850 až 1852 byly převedeny na bratry Kleinovy.

### Vznik dolu Albert
V roce 1849 společnost Těžířstvo bratří Kleinů založila novou jámu, jejíž hloubení bylo zahájeno na konci roku. Jáma byla pojmenována Albert podle křestního jména nejstaršího z bratří Kleinů. Na jaře roku 1850 bylo dosaženo hloubky 10,5 m a v průběhu roku na jámě byla postavena strojovna, kotelna a instalován vodotěžný stroj o výkonu 15 HP. Pro velký přítok spodních vod byl nahrazen v roce 1850 výkonnějším novým strojem o výkonu 50 HP. Ve strojovně byl instalován parní stroj o výkonu 10 HP. V roce 1850 začala pravidelná těžba černého kamenného uhlí.
V roce 1852 byla jáma vertikálně rozdělena dřevěnou přepážkou na dvě části. Jedna byla určena pro odvedení větrů ze severních částí dolu Albert. Ve větrném oddělení byla postavena větrní pec, od roku 1857 nahrazena ventilátorem poháněným parním strojem o výkonu 6 HP. Ostatní části důlního pole Albert bylo v součinnosti s dolem Hubert provozováno přirozené větrání. Po vybudování větrné jámy Hubert bylo větrání s čerpání důlních vod sdruženo s dolem Hubert.
Do července roku 1876 jáma Albert sloužila k těžení, odvodňování a vedení větrů a do její likvidace v roce 1886 byla jámou úvodní a pomocnou pro důl Hubert. V průběhu její činnosti byla vybavena parním těžným strojem o výkonu 30 HP. Pro čerpání důlní vody bylo instalováno tahadlové čerpadlo poháněné jednoválcovým ležatým parním strojem o výkonu 50 HP.
Uhlí bylo upravováno v třídírně s uhelným mlýnem a v úpravně uhlí. U dolu Albert bylo v roce 1854 zřízeno prvních 12 koksovacích pecí. Z toho 9 otevřených milířů a 3 pece soustavy Schaumburger. Od roku 1858 je nahradilo 20 pecí typu Dulait a v roce 1862 k nim přibylo 12 koksových pecí soustavy Gobiet.
V roce 1875 byla zastavena těžba na jámě Albert a byla ukončena činnost koksovacích pecí.

### Těžba uhlí
Dobývání uhlí ze slojového pásma spodních hrušovských vrstev do hloubky 200 m, pilířováním, v 7 slojích o mocnosti 40 až 180 cm, úklon slojí 6° až 90°. Těžba uhlí probíhala od roku 1850 do 30. června 1876. Roční objem 28 000 až 41 000 tun černého uhlí.

### Údaje o jámě Albert
| Název  | druh jámy   | založení | hloubka jámy v m | likvidace | těžba        | vytěženo v t | dobývací pole v ha | počet pater |
| ------ | ----------- | -------- | ---------------- | --------- | ------------ | ------------ | ------------------ | ----------- |
| Albert | víceúčelová | 1849     | 192,2            | 1886      | 1850 až 1876 |              | 76,6               | 7           |

### Ubytování
Havíři bydleli v kolonii Albertská, která po ukončení těžby na dole Albert s plynula s kolonií dolu Hubert.